# Lupoaia (okręg Gorj)
Lupoaia – wieś w Rumunii, w okręgu Gorj, w gminie Cătunele. W 2011 roku liczyła 836 mieszkańców.